# Notre-Dame-d'Amour (film, 1936)
Pour les articles homonymes, voir Notre-Dame-d'Amour (homonymie).
Pour plus de détails, voir Fiche technique et Distribution.
Notre-Dame-d'Amour est un film français réalisé  par Pierre Caron, sorti en 1936.

## Fiche technique
- Titre : Notre-Dame-d'Amour
- Réalisateur : Pierre Caron
- Scénario : Michel Carré et Jacques Constant, d'après le roman de Jean Aicard[1]
- Photographie : Georges Benoît
- Musique : Jane Bos[2]
- Production : Productions Claude Dolbert
- Pays :  France
- Format : Son mono  - Noir et blanc
- Durée : 84 minutes
- Date de sortie : France - 20 novembre 1936

## Distribution
- Antonin Berval : Jean Pastorel
- Lise Delamare : Roseline
- Raymond Cordy : Antonin Cabrol
- Nane Germon : Zanette
- Milly Mathis : Angélique
- Jean Cyrano : Marius
- Fernand Flament : Martegas
- Joë Hamman : Fernando
- Abel Tarride : Maître Augias
- Germaine Lix : Félicité Pastorel
- Louis-Jacques Boucot
- Hélène Pépée
- Jean Tarride
- Nita Georges